# Colmenar de Montemayor (kommunhuvudort)
Colmenar de Montemayor är en kommunhuvudort i Spanien.   Den ligger i provinsen Provincia de Salamanca och regionen Kastilien och Leon, i den centrala delen av landet, 190 km väster om huvudstaden Madrid. Colmenar de Montemayor ligger 838 meter över havet och antalet invånare är 239.
Terrängen runt Colmenar de Montemayor är kuperad. Runt Colmenar de Montemayor är det glesbefolkat, med 11 invånare per kvadratkilometer. Närmaste större samhälle är Béjar, 16,4 km öster om Colmenar de Montemayor. 